# Ťapešovo
Ťapešovo (Hongaars: Tyapessó) is een Slowaakse gemeente in de regio Žilina, en maakt deel uit van het district Námestovo.
Ťapešovo telt 656 inwoners.